# Тамм, Риин
Риин Тамм (эст. Riin Tamm; род. 12 августа 1981 года) — эстонский генетик из биоцентра при Эстонской академии наук, популяризатор науки.

## Биография
В 1997—2000 годы Риин училась в гимназии имени Миины Хярмы в Тарту. В 2001—2005 годах обучалась в Тартуском университете на бакалавра молекулярной биологии, в 2005—2007 годах повысила квалификацию до магистра. В 2007 году получила степень Ph.D. (соответствует кандидату наук).
Риин Тамм является популяризатором научных достижений в Эстонии, часто печатается, выступает в местных средствах массовой информации, в том числе в газете «Postimees», на «Куку-радио» в радиошоу «Падающее яблоко» (эст. Kukkuv Õun, 28.08.2010) и в телевизионном шоу Эстонского телевидения «Terevisioon» (эст.) (15.10.2009, 20.10.2011, 01.17.2012). В 2012 году она избрана представлять эстонскую науку.
Риин Тамм является членом «Эстонского биохимического общества», рецензентом медицинского журнала «Journal of Pediatric Biochemistry», членом редакционного комитета журнала «World Journal of Gastrointestinal Pharmacology and Therapeutics». Также она член правления Эстонского общества генетики человека, член научного комитета и председатель Международного форума по генетике, член правления Эстонской ассоциации геронтологии и гериатрии.

## Международные семинары
- 2009 год, 14-18 июня — главный организатор[1] международного семинара для молодых учёных «The 2nd Lifespan and Link-Age Young Investigator Workshop» (англ.), Тарту, Эстония[3].
- 2010 год, 22-26 августа — главный организатор[1] международного семинара для молодых учёных «GWAS: from genotyping to sequencing» (англ.), Тарту, Эстония[4].

## Некоторые публикации
- (англ.) Milek, M.; Smid, A.; Tamm, R.; Karas Kuzelicki, N.; Metspalu, A.; Mlinaric-Rascan, I. (2012). Post-translational stabilization of thiopurine S-methyltransferase by S-adenosyl-L-methionine reveals regulation of TPMT*1 and *3C allozymes. Biochemical Pharmacology, 83(7), 969—976.
- (англ.) Tamm, R. (2010). Novel human pathological mutations. Gene symbol: SPAST. Disease: Hereditary spastic paraplegia. Human Genetics, 127(1), 112
- (англ.) Tamm, R.; Saks, K.; Pääsuke, M. (2010). Research on ageing and longevity in Estonia. Reviews in Clinical Gerontology, 20(2), 154—159.
- (англ.) Kuningas, M.; May, L.; Tamm, R.; van Bodegom, D.; van den Biggelaar, A. H. J.; Meij, J. J.; Frölich, M.; Ziem, J. B.; Suchiman, H. E. D.; Metspalu, A.; Slagboom, P. E.; Westendorp, R. G. J (2009). Selection for Genetic Variation Inducing Pro-Inflammatory Responses under Adverse Environmental Conditions in a Ghanaian Population. . PLoS ONE, 4(11), e7795. doi:10.1371/journal.pone.0007795
- (англ.) Tamm, R.; Oselin, K.; Kallassalu, K.; Magi, R.; Anier, K.; Remm, M.; Metspalu, A. (2008). Thiopurine S-methyltransferase (TPMT) pharmacogenetics: three new mutations and haplotype analysis in the Estonian population. Clinical Chemistry and Laboratory Medicine, 46(7), 974—979.
- (англ.) Oselin, K.; Anier, K.; Tamm, R.; Kallassalu, K.; Mäeorg, U. (2006). Determination of thiopurine S-methyltransferase (TPMT) activity by comparing various normalization factors: Reference values for Estonian population using HPLC-UV assay. Journal of Chromatography B-Analytical Technologies in the Biomedical and Life Sciences, 77-83.[1]